# チャットゾーン
ライブチャットリクルート業界大手の「ライバーサポートグループ」がメインスポンサーとして制作された『チャットゾーン』（英語: CHAT ZONE）は、ＳＮＳから始まる恋愛をテーマにAKB48の鈴木まりやが主演したラブコメディ映画で、2017年に秋葉原映画祭にてプレミア先行上映された。映画のタイトル名は、ライバーサポートグループの運営するライブチャットポータルサイト「チャットゾーン」から引用された。

## 映画

### キャスト
- 鈴木まりや - 森奏子
- 牧田哲也 - 早川啓介
- 折井あゆみ
- りん（パラレルドリーム）
- 青山雪
- 奥咲姫
- 前田ばっこー
- 松本弥玖
- 藤川凛
- 伊藤さゆり
- 清水カズヤ
- 松本弥玖
- 桜井奈津
- 小日向くるみ
- 中島真生
- 長井秀和

### スタッフ
- 監督 - 今野恭成
- 脚本監修 - 村川康敏
- 脚本 - 能塚裕喜 野渡駿
- 撮影 - 平野礼
- 照明 - 平野礼
- 録音 - 伊豆田廉明
- 助監督 - 高島知哉 角屋拓海 本村花菜
- 制作 - 小菅雄貴
- へアメイク - タカダヒカル
- スタイリスト - 渡辺梓
- 主題歌 - AstoLights「アルタイル」
- 製作プロダクション - モバコン株式会社
- 配給 - パル企画
- 製作 - ライバーサポートグループ

## チャットストーリー
PIXIVチャットストーリーで、CHAT.1～CHAT.4までノベライズされた。
- 脚本監修 - 村川康敏
- 脚本 - 西野里紗
- イラスト - 佐倉えび